# Relacja silnie konfluentna
Relacja silnie konfluentna (lub po prostu relacja konfluentna) – relacja taka, że jeśli istnieje ciąg elementów będących w stosunku do siebie kolejno w relacji prowadzący od {\displaystyle a} do {\displaystyle b} oraz ciąg od {\displaystyle a} do {\displaystyle c} o tej samej własności, to istnieje takie {\displaystyle d,} że istnieją ciągi elementów będących kolejno względem siebie w relacji z {\displaystyle b} do {\displaystyle d} oraz z {\displaystyle c} do {\displaystyle d.} Mówiąc językiem teorii grafów, jeśli się rozejdziemy, zawsze potrafimy się ponownie zejść.
Każda relacja symetryczna jest silnie konfluentna – możemy bowiem wrócić do {\displaystyle a} tą samą drogą jaką tam się znaleźliśmy. Dlatego też własność konfluencji jest „interesująca” tylko w przypadku relacji, które nie są symetryczne. Każda relacja silnie konfluentna jest słabo konfluentna.

## Systemy obliczeń
Konfluencja jest pojęciem w teorii obliczeń – jeśli system dokonywania obliczeń jest silnie konfluentny, to niezależnie od kolejności wykonywania obliczeń zawsze dojdziemy do tego samego wyniku.
Na przykład system złożony z liczb całkowitych, symbolu +, oraz reguły redukcji zastępującej parę liczb po obu stronach symbolu + ich sumą jest silnie konfluentny. Rozpatrzmy dwie redukcje:
- 2 + 3 + 4 + 5 + 6 → 2 + 3 + 4 + 11
- 2 + 3 + 4 + 5 + 6 → 5 + 4 + 5 + 6

Można je doprowadzić do tego samego wyniku:
- 2 + 3 + 4 + 11 → 2 + 3 + 15 → 2 + 18 → 20
- 5 + 4 + 5 + 6 → 9 + 5 + 6 → 14 + 6 → 20

Nie wyklucza to jednak sytuacji, w której obliczenia jedną metodą dadzą wynik, zaś drugą będą działać „w nieskończoność”. Jednak jeśli zaczynamy stosując strategię, która działałaby „w nieskończoność”, w każdym momencie możemy dojść do wyniku, jeśli zmienimy zdanie i to, do czego ta strategia doszła, zaczniemy redukować w inny sposób.
Do ważniejszych twierdzeń rachunku lambda należy to, że zbiór redukcji α i β w rachunku lambda jest silnie konfluentny (twierdzenie Churcha-Rossera).

## Postać normalna
Drugą właściwością systemów silnie konfluentnych jest unikalność postaci normalnych. Postać normalna to element, którego nie da się zredukować. Element {\displaystyle a} ma postać normalną {\displaystyle b,} jeśli istnieje ciąg redukcji z {\displaystyle a} do {\displaystyle b.} Element nie może mieć dwóch postaci normalnych, ponieważ musiałyby one redukować się do wspólnego wyrażenia, zaś postać normalna jest z definicji nieredukowalna. W dalszym ciągu element ten może jednak nie mieć żadnej postaci normalnej. W przedstawionym powyżej systemie postaciami normalnymi są samodzielne liczby bez żadnych znaków +.